# Parajubaea cocoides
Parajubaea cocoides är en enhjärtbladig växtart som beskrevs av Karl Ewald Maximilian Burret. Parajubaea cocoides ingår i släktet Parajubaea och familjen Arecaceae. Inga underarter finns listade i Catalogue of Life.

## Bildgalleri

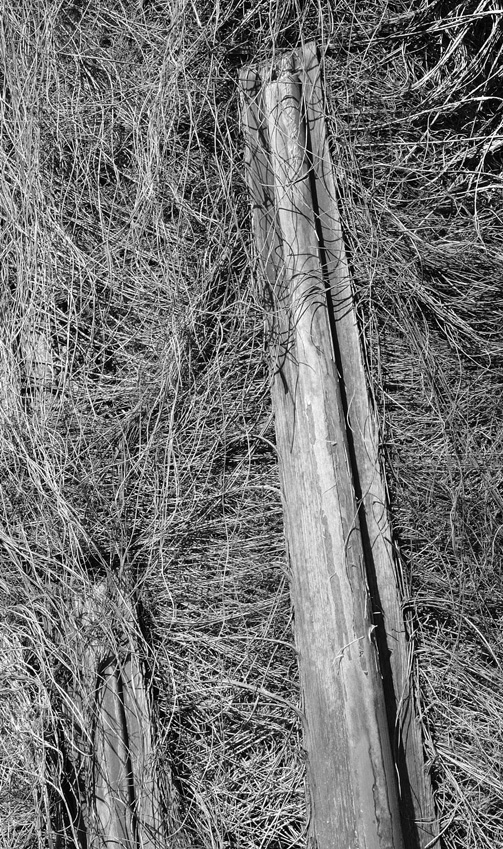
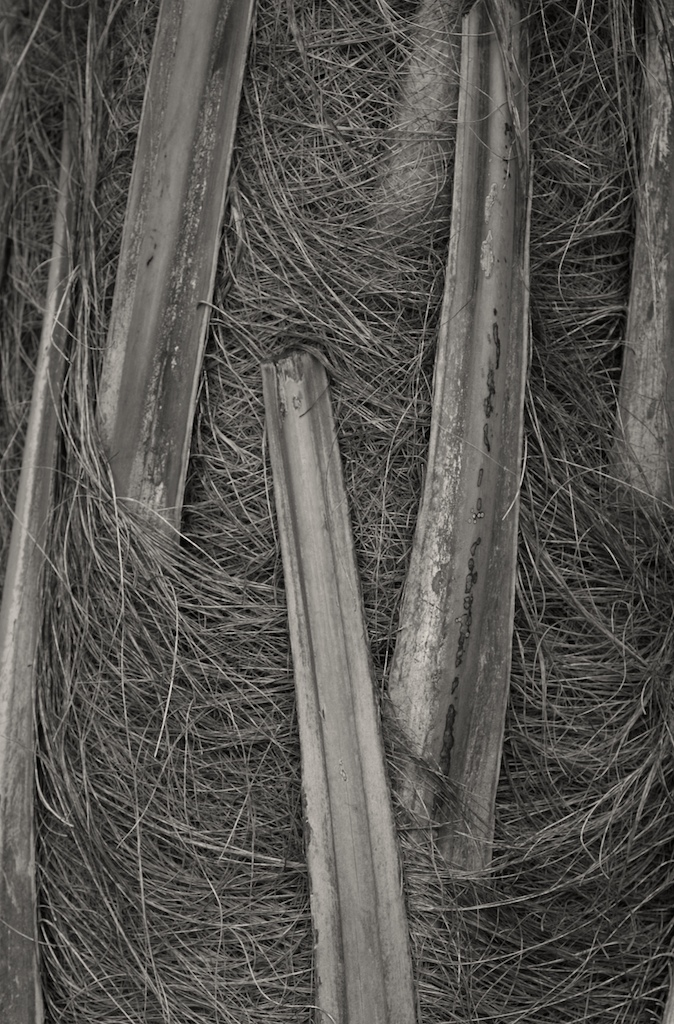